# Ichneumon ignarus
Ichneumon ignarus är en stekelart som beskrevs av Cresson 1874. Ichneumon ignarus ingår i släktet Ichneumon och familjen brokparasitsteklar. Inga underarter finns listade i Catalogue of Life.